# 宮沢彰
宮沢 彰（みやざわ あきら、1955年11月16日 - ）は、日本の俳優。六月劇場に所属していた。

## 出演作品

### テレビドラマ
- 春日局（1989年）
- 貴族の階段（1991年）
- 君の名は 第六部 第310話「それからの二人・夫婦編」（1992年）
- 信長 KING OF ZIPANGU 第35話「足利幕府滅亡」（1992年） - 乱波
- T.T.K. DRAMA SPECIAL 第2話「遊園地誘拐事件」（1994年） - お化け屋敷係